# Achaïos Ier
Pour les articles homonymes, voir Achaïos.
Achaïos Ier (en grec ancien Ἀχαιός / Achaios), appelé parfois Achaïos l'Ancien pour le distinguer de son arrière petit-fils Achaïos II, est un prince séleucide, gendre de Séleucos Ier et beau-frère d'Antiochos Ier.

## Biographie
Achaïos épouse Apama, la fille de Séleucos Ier et d'Apama, d'origine perse. Une tradition remontant à Karl Julius Beloch fait d'Achaïos un fils cadet de Séleucos mais l'absence de mention dans les sources antiques, notamment chez Polybe, rend cette thèse peu probable.
Disposant d'une grande richesse, il possède des domaines en Anatolie et montre beaucoup de gratitude envers ceux qui l'ont aidé dans sa guerre contre les Galates (entre 269 et 267 av. J.-C.). En effet, lors de cette campagne dirigée par Antiochos Ier, Achaïos paye la rançon pour la libération de ceux ayant aidé dans leur victoire finale.

## Descendance
De son mariage avec Apama, naissent :
- Diodote, (né 300 av. J.-C.), peut-être père de Diodote Ier, roi de Bactriane ;
- Alexandre (en), (v.295-227), satrape de Lydie de 262 à 244 ;
- Antiochis, (v. 290-269), épouse d'Attale et mère d'Attale Ier, roi de Pergame[3] ;
- Laodicé Ire, (née v. 285), épouse d'Antiochos II[4].